# Glad You Came
Singles de The Wanted
Gold Forever
(2011) Lightning
(2011)
Glad You Came est une chanson dance-pop du boys band britannique The Wanted sorti le 10 juillet 2011 sous le label Island Records. La chanson a été écrite par Steve Mac, Wayne Hector et Ed Drewett. La chanson est reprise par la série télévisée Glee dans l'épisode Ce que la vie nous réserve. Le titre de la chanson a été repris par TAM Airlines pour son slogan en 2013. 

## Liste des pistes
- Téléchargement digital[1]

1. Glad You Came – 3:18

- Téléchargement digital au Royaume-Uni[2]

1. Glad You Came – 3:17
2. Glad You Came (Alex Gaudino Radio Edit) – 3:05
3. Glad You Came (Alex Gaudino Club Mix) – 7:55
4. Iris (Live) – 4:01

- CD single

1. Glad You Came – 3:19
2. Glad You Came (Alex Gaudino Radio Edit) – 3:05
3. Gold Forever (BBC Radio 1 Live Lounge Session) – 3:35

- Téléchargement digital - Remixes[3]

1. Glad You Came (Mixin Marc Radio Edit) – 3:58
2. Glad You Came (Mixin Marc Club Mix) – 5:52
3. Glad You Came (Mixin Marc Dub Mix) – 5:44
4. Glad You Came (Bassjacker Radio Edit) – 3:40
5. Glad You Came (Bassjacker Club Mix) – 5:04
6. Glad You Came (Bassjacker Dub Mix) – 5:52
7. Glad You Came (Alex Gaudino Radio Edit) – 3:05
8. Glad You Came (Alex Gaudino Club Mix) – 7:54
9. Glad You Came (Alex Gaudino Dub Mix) – 7:51

## Classements et certifications
| Classement (2011-2012)          | Meilleure position |
| ------------------------------- | ------------------ |
| Australie (ARIA)                | 20                 |
| Autriche (Ö3 Austria Top 40)    | 68                 |
| Belgique (Flandre Ultratip 100) | 12                 |
| Belgique (Wallonie Ultratip 50) | 6                  |
| Canada (Hot 100)                | 58                 |
| Danemark (Tracklisten)          | 29                 |
| Espagne (PROMUSICAE)            | 34                 |
| France (SNEP)                   | 30                 |
| Irlande (IRMA)                  | 1                  |
| Japon (RIAJ)                    | 1                  |
| Nouvelle-Zélande (RMNZ)         | 13                 |
| Pays-Bas (Nederlandse Top 40)   | 12                 |
| Royaume-Uni (UK Singles Chart)  | 1                  |

| Classement (2011) | Position |
| ----------------- | -------- |
| Royaume-Uni       | 22       |
| Irlande           | 18       |

| Pays                     | Certifications |
| ------------------------ | -------------- |
| Australie (ARIA)         | Platine        |
| États-Unis (RIAA)        | 3 × Platine    |
| Norvège (IFPI)           | Platine        |
| Nouvelle-Zélande (RIANZ) | Or             |
| Royaume-Uni (BPI)        | Or             |

## Historique de sortie
| Pays        | Date            | Format                 | Label                                 |
| ----------- | --------------- | ---------------------- | ------------------------------------- |
| Royaume-Uni | 24 mai 2011     | Radio diffusion        | Global Talent Records, Island Records |
| Royaume-Uni | 10 juillet 2011 | Téléchargement digital | Global Talent Records, Island Records |
| Irlande     | 10 juillet 2011 | Téléchargement digital | Global Talent Records, Island Records |
| Allemagne   | 10 juillet 2011 | Téléchargement digital | Global Talent Records, Island Records |
| Royaume-Uni | 11 juillet 2011 | CD single              | Global Talent Records, Island Records |
| Australie   | 12 août 2011    | Téléchargement digital | Global Talent Records, Island Records |